# 丸紅フォレストリンクス
丸紅フォレストリンクス株式会社（まるべにフォレストリンクス、英文社名:Marubeni Forest LinX Co.,Ltd.）は、東京都千代田区に本社を置き、紙・板紙・化成品販売を主業務とする丸紅グループの企業である。

## 沿革
- 1953年10月 - 株式会社三栄洋紙店を設立。
- 1954年11月 ‐ 丸紅株式会社が資本参加し、経営権を取得。丸紅紙業株式会社に商号変更。
- 1993年2月 - 茨城県古河市に古河紙物流センターを建設。
- 1998年7月 ‐ 丸紅パック株式会社と合併。
- 2001年7月 - 湊屋紙商事株式会社と合併。商号を丸紅紙パルプ販売株式会社と変更。
- 2010年10月 - 丸紅より国内紙・板紙販売商権を譲受。
- 2021年4月 - 商号を丸紅フォレストリンクス株式会社と変更。
- 2022年10月 - 本社所在地を東京都千代田区大手町1-4-2に移転｡
- 2024年4月 - 丸紅ペーパーリサイクル株式会社と合併

## 事業所
- 本社 - 〒100-8088　東京都千代田区大手町1丁目4番2号 丸紅ビル
- 大阪支店 - 〒530-0004　大阪府大阪市北区堂島浜1丁目2番1号 新ダイビル
- 名古屋支店 - 〒460-0003　愛知県名古屋市中区錦2丁目2番2号 名古屋丸紅ビル
- 九州支店 - 〒812-0013　福岡県福岡市博多区博多駅東1丁目17番25号 KDビル
- 静岡営業所 - 〒422-8067　静岡県静岡市駿河区南町18番1号 サウスポット静岡
- 札幌営業所 - 〒060-0051　北海道札幌市中央区南1条東1丁目5番 大通バスセンタービル1号館

## 関連会社
- 丸紅株式会社